# Håll mitt hjärta
"Håll mitt hjärta" är en låt skriven av Peter Hallström och med text av Björn Skifs.  Den låg 2002 på Björn Skifs album Ingen annan. Det är en kärlekssång som låg sammanlagt 142 veckor på Svensktoppen från 27 april 2003 
till 8 januari 2006 , och bland annat toppade listan.
Även Carola har spelat in låten och den finns med på hennes album Störst av allt från 2005. Peter Hallströms låt har tidigare sjungits av André de Lang, och hette då "Same Ol' Story" med text av Lasse ”Saltarö” Andersson.

## Publicerad i
- Ung psalm 2006 som nummer 234 under rubriken "Håll om mig – tårar, tröst och vila".[5]

### Fotnoter
1. ↑  Svensktoppen - 27 mars 2003 Arkiverad 12 augusti 2014 hämtat från the Wayback Machine.
2. ↑  Svensktoppen - 8 januari 2006
3. ↑  ”Svensk mediedatabas”. http://smdb.kb.se/catalog/id/002004384. Läst 2 juni 2011.
4. ↑  ”Peter Hallström skrev sin egen läkesång”. Dagen. 12 oktober 2012. http://www.dagen.se/kultur/peter-hallstrom-skrev-sin-egen-lakesang-1.112675. Läst 5 september 2013.
5. ↑  Braw, Anna; Åke Olson, Anna Stenlund (2006). Ung psalm. Örebro: Libris förlag. Libris 10147865. ISBN 91-7195-582-8